# Darrellhenryit
Das Mineral Darrellhenryit ist ein seltenes Ringsilikat aus der Turmalingruppe und hat die idealisierte chemische Zusammensetzung Na(Al2Li)Al6(Si6O18)(BO3)(OH)3O.
Darrellhenryit kristallisiert mit trigonaler Symmetrie und bildet meist kurzprismatische, rosa Kristalle von wenigen Millimetern bis Zentimetern Länge. Anhand äußerer Kennzeichen ist Darrellhenryit kaum von ähnlich gefärbten, anderen Mineralen der Turmalingruppe zu unterscheiden. Wenn gefärbt zeigt Darrellhenryit einen deutlichen Pleochroismus und wie alle Minerale der Turmalingruppe ist er stark pyroelektrisch und piezoelektrisch.
Darrellhenryit tritt in lithiumreichen Pegmatiten auf. Typlokalität ist der komplexe, Petalit-Pegmatit bei Nová Ves u Brloha nahe Český Krumlov in der südböhmischen moldaunubischen Zone in Tschechien.

## Etymologie und Geschichte
Die wohl ersten Funde von darrellhenryitischen Turmalinen stammen aus Schweden. Percy Quensel und Olof Gabrielson von der Universität Stockholm beschrieben dort 1939 aluminiumreiche Elbaite (Rubellit) des Varuträsk Pegmatite. 1976 wurden Lithium-Turmaline vergleichbarer Zusammensetzung aus dem Meldon Aplit in Devon, England, beschrieben. Die Zusammensetzung der aluminiumreichen, elbaitischen Turmaline aus dem Pegmatit bei Nová Ves u Brloha wurde bereits Mitte der 1980er Jahre von Mineralogen um Pavel Povondra an der Karls-Universität in Prag bestimmt, aber nicht als neues Mineral beschrieben. Das entsprechende, hypothetische Endglied Oyx-Elbait führten Frank Hawthorne und Darrell James Henry 1999 mit ihrer Klassifikation der Minerale der Turmalingruppe ein. Erst im Jahr 2012 wurden diese Oxy-Elbaite erneut eingehend untersucht und als neues Mineral der Turmalingruppe von der IMA anerkannt. Die internationale Arbeitsgruppe von Mineralogen aus Tschechien, Österreich und den USA nannten den neuen Oxy-Turmalin Darrellhenryit nach dem Professor für Geology an der Louisiana State University Darrell James Henry und würdigten so seine Arbeiten zur Petrologie, Kristallchemie und Nomenklatur der Turmaline.

## Klassifikation
In der strukturellen Klassifikation der International Mineralogical Association (IMA) ist Darrellhenryit das einzige Mineral in der Alkali-Untergruppe 4 der Alkaligruppe in der Turmalinobergruppe.
Da Darrellhenryit erst 2012 als Mineral anerkannt wurde, ist er in der seit 1977 veralteten 8. Auflage der Mineralsystematik nach Strunz noch nicht verzeichnet.
Im Lapis-Mineralienverzeichnis nach Stefan Weiß, das sich aus Rücksicht auf private Sammler und institutionelle Sammlungen noch nach dieser alten Form der Systematik von Karl Hugo Strunz richtet, erhielt das Mineral die System- und Mineral-Nr. VIII/E.19-016. In der „Lapis-Systematik“ entspricht dies der Abteilung „Ringsilikate“, wo Darrellhenryit zusammen mit Adachiit, Bosiit, Chromdravit (heute Chrom-Dravit), Chromo-Aluminopovondrait (heute Chromo-Alumino-Povondrait), Dravit, Elbait, Feruvit, Fluor-Buergerit, Fluor-Dravit, Fluor-Elbait, Fluor-Liddicoatit, Fluor-Schörl, Fluor-Tsilaisit, Fluor-Uvit, Foitit, Lucchesiit, Luinait-(OH) (heute diskreditiert), Magnesiofoitit, Maruyamait, Oxy-Chromdravit (heute Oxy-Chrom-Dravit), Oxy-Dravit, Oxy-Foitit, Oxy-Schörl, Oxy-Vanadiumdravit (heute Oxy-Vanadium-Dravit), Rossmanit, Schörl, Olenit, Povondrait, Tsilaisit, Uvit, Vanadio-Oxy-Chromdravit (heute Vanadio-Oxy-Chrom-Dravit) und Vanadio-Oxy-Dravit die „Turmalin-Gruppe“ bildet (Stand 2018).
Die von der IMA zuletzt 2009 aktualisierte 9. Auflage der Strunz’schen Mineralsystematik führt den Darrellhenryit als das hypothetische Endglied Oxy-Elbait in der Klasse 9 der „Silikate und Germanate“ und dort in der Abteilung C der „Ringsilikate“ auf. Diese ist weiter unterteilt nach der Größe, Verknüpfung und Verzweigung der Silikatringe, so dass das Mineral entsprechend seinem Aufbau in der Unterabteilung „K. [Si6O18]12−-Sechser-Einfachringe mit inselartigen, komplexen Anionen“ zu finden ist, wo es zusammen mit Ferri-Feruvit, Ferri-Uvit, Fluor-Chromdravit, Fluor-Schörl, Fluor-Dravit, Fluor-Elbait, Fluor-Foitit, Fluor-Mg-Foitit, Fluor-Olenit, Fluor-Rossmanit, Hydroxy-Buergerit (heute Buergerit), Hydroxy-Feruvit (heute Feruvit), Hydroxy-Liddicoatit (heute Liddicoatit), Hydroxy-Uvit (heute Uvit), Oxy-Chromdravit (heute Oxy-Chrom-Dravit), Oxy-Dravit, Oxy-Ferri-Foitit, Oxy-Feruvit (heute Lucchesiit), Oxy-Foitit, Oxy-Liddicoatit, Oxy-Mg-Ferri-Foitit, Oxy-Mg-Foitit, Oxy-Rossmanit, Oxy-Schörl, Oxy-Uvit (heute Magnesio-Lucchesiit) noch zu den hypothetischen Endgliedern der „Turmalingruppe“ mit der System-Nr. 9.CK.05 gezählt wird.
Die vorwiegend im englischen Sprachraum gebräuchliche Systematik der Minerale nach Dana führt den Darrellhenryit noch nicht auf.

## Chemismus
Darrellhenryit ist das Oxy-Analog von Elbait und hat die idealisierte Zusammensetzung [X]Na[Y](LiAl2[Z]Al6([T]Si6O18)(BO3)[V](OH)3[W]O), wobei [X], [Y], [Z], [T], [V] und [W] die Positionen in der Turmalinstruktur sind. Für den Darrellhenryit aus der Typlokalität wird folgende Strukturformel angegeben:
- [X](Na0,58◻0,41Ca0,01)[Y](Al1,95Li1,05)[Z]Al6,00[T](Si6,01)O18(B0,92O3)2,98[V](OH)3[W][O0,65F0,35]

Diese Zusammensetzung entspricht einem Mischkristall von Darrellhenryit (~58%) mit dem hypothetischen Fluor-Rossmanit (~35%).

## Kristallstruktur
Darrellhenryit kristallisiert mit trigonaler Symmetrie in der Raumgruppe R3m (Raumgruppen-Nr. 160) mit 3 Formeleinheiten pro Elementarzelle. Die Gitterparameter des Darrellhenryit aus der Typlokalität sind a = 15,809(2) Å, c = 7,089(1) Å.
Die Kristallstruktur ist die von Turmalin. Natrium (Na+) besetzt die von 9 Sauerstoffen umgebene X-Position, die oktaedrisch koordinierte [Y]-Position ist gemischt besetzt mit zwei Aluminium- (Al3+) und einem Lithiumion (Li+) und die kleinere, ebenfalls oktaedrisch koordinierte [Z]-Position enthält Aluminiumionen. Die tetraedrisch koordinierte [T]-Position enthält Silizium (Si4+). Die [V]-Anionenposition enthält (OH)−-Gruppen und die [W]-Anionenposition vorwiegend Sauerstoffionen (O2−).

## Bildung und Fundorte
Darrellhenryit ist bislang (2022) nur an wenigen Fundorten weltweit nachgewiesen worden, könnte aber wegen seiner Ähnlichkeit zu Elbait öfters übersehen worden sein. Er kristallisiert in der Spätphase der magmatischen Prozesse im zentralen Bereich lithiumreicher pegmatitischer Gänge. Gängige Begleitminerale sind Quarz, Albit, Kalifeldspat sowie Lepidolith.
Die Typlokalität ist der lithiumhaltige Petalit-Pegmatit bei Nová Ves u Brloha nahe Český Krumlov in Tschechien. Rosa Darrellhenryit tritt hier in Form kurzprismatischer Kristalle und parallelen Aggregaten von einigen Zentimetern Länge auf. Er findet sich ausschließlich in den Cleavelandit-reichen Bereichen der Albit-Lepidolith-Einheit im zentralen Bereich der Pegmatitgänge. Begleitminerale sind Albit, Quarz, Relikte von Kalifeldspat und Petalit und selten Polylithionit und Pollucit.
In einem Natrium-Lithium-Aplit nordwestlich des Dartmoore-Granites in Devonshire, England, tritt rosa Turmalin mit der Zusammensetzung von Darrellhenryit in feinen, Kalium- und Lithiumreichen Gängen zusammen mit Lepidolith, Quarz und Kalifeldspat auf.
Im Berry-Havey-Pegmatit bei Poland im Androscoggin County in Bundesstaat Maine, USA, tritt Darrellhenryit als späte Bildung in Hohlräumen des Kernbereichs des Pegmatits auf.
Ungewöhnliche, pilzförmige Turmalinaggregate kommen aus den granitischen Pegmatiten der Momeik-Region nordöstlich von Mogok im Distrikt Kyaukme, Shan-Staat, Myanmar. Einige rosafarbene Bereiche dieser Aggregate wurden als Darrellhenryit identifiziert.